# ريتا لاو
ريتا لاو (بالصينية: 劉吳惠蘭) هي قاضية صلح ‏ صينية، ولدت في 8 مايو 1953 في هونغ كونغ في الصين.